# Elisabeth Grasser
Elisabeth Grasser (ur. 7 maja 1904 w Neudörfl, zm. 14 sierpnia 2002 w Kingston-upon-Thames) – austriacka florecistka, czterokrotna medalistka mistrzostw świata.
Podczas mistrzostw świata w Kopenhadze w 1932 roku (oficjalnie zawody tego cyklu rozgrywane są pod tą nazwą dopiero od 1937) Austriaczki w składzie: Grete Friedmann, Elisabeth Grasser, Ellen Preis, Frieda von Gregurich i Fritzi Wenisch wywalczyły srebrny medal we florecie drużynowym. W tej samej konkurencji zdobyła też srebrny medal na mistrzostwach świata w Lozannie (1935) oraz brązowe na mistrzostwach świata w Budapeszcie (1933) i mistrzostwach świata w San Remo (1936).
Na igrzyskach olimpijskich w Berlinie w 1936 roku zajęła ósme miejsce we florecie indywidualnym. W rundzie finałowej przegrała wszystkie siedem pojedynków. Był to jej jedyny start olimpijski.
Kilkukrotnie stawała na podium mistrzostw kraju we florecie indywidualnym: zwyciężyła w 1934 roku, w latach 1930, 1931, 1933, 1935 i 1936 była druga, a w latach 1929 i 1937 zajmowała trzecie miejsce.